# Isambard Kingdom Brunel
Isambard Kingdom Brunel (Portsmouth, 9 aprile 1806 – Londra, 15 settembre 1859) è stato un ingegnere britannico.
Tra i protagonisti della prima rivoluzione industriale, fu un geniale e versatile progettista civile, considerato uno degli ingegneri più innovativi di tutti i tempi, avendo realizzato opere in vari campi dell'ingegneria, tra cui ponti, gallerie, ferrovie e navi.
Anche se i suoi progetti non furono sempre coronati dal successo, contenevano sempre soluzioni ingegnose per problemi tecnici rimasti a lungo insoluti. Durante la sua breve carriera, Brunel conseguì molti "primati" in ingegneria, fra i quali è la costruzione del transatlantico Great Britain, la prima nave oceanica in metallo spinta da eliche e che fu per l'epoca (1843) anche la nave più grande mai costruita. Un'altra nave progettata da Brunel, la Great Eastern, giocò un ruolo significativo nella posa del primo cavo sottomarino sul fondo dell'Atlantico nel 1865.
Brunel soffrì per diversi anni di precarie condizioni fisiche prima di soccombere a un ictus all'età di 53 anni. Nel 2002 in un sondaggio fatto dalla BBC per determinare i cento inglesi più influenti, Isambard Kingdom Brunel si classificò secondo dopo Winston Churchill. Nel 2006, ricorrendo il bicentenario della nascita di Brunel, si è svolto un importante programma di eventi sotto la sigla "Brunel 200" per celebrare la sua vita e le sue opere.

## Primi anni
Isambard Kingdom Brunel, figlio del famoso ingegnere Sir Marc Isambard Brunel e di Sophie Kingdom, nacque il 9 aprile 1806 a Portsmouth dove il padre era impegnato nel dirigere i lavori di fabbricazione di carrucole per la Marina inglese.
Brunel ebbe un'infanzia felice e il padre gli fece da maestro nei suoi primi anni. Il padre gli insegnò il disegno e le tecniche di osservazione a partire dall'età di quattro anni e il giovane Brunel a otto anni conosceva già la geometria euclidea. Da piccolo imparò anche la lingua francese e i principi fondamentali dell'ingegneria; fu anche incoraggiato a disegnare edifici di un certo interesse e a individuare gli eventuali difetti nella loro struttura.
All'età di otto anni Brunel fu iscritto nel collegio del Dr. Morell a Hove, dove seguì i corsi di materie letterarie. Il padre di Brunel era di origine francese e per questo decise che il figlio dovesse avere accesso a una istruzione di alta qualità come quella che aveva goduto da giovane in Francia, di conseguenza Isambard venne iscritto, prima, presso il Collegio di Caen in Normandia e in seguito presso il Lycée Henri-IV di Parigi. Quando Brunel completò nel 1822 i suoi studi presso il Lycée Henri-IV, suo padre lo presentò come candidato alla rinomata scuola di ingegneria École Polytechnique, ma come straniero non venne ammesso. In seguito, Brunel studiò sotto la guida del famoso costruttore di orologi Abraham-Louis Breguet che sottolineò, in una lettera inviata al padre di Brunel, il potenziale del giovane. Verso la fine del 1822, dopo avere completato il suo apprendistato Brunel rientrò in Inghilterra.

## La galleria del Tamigi

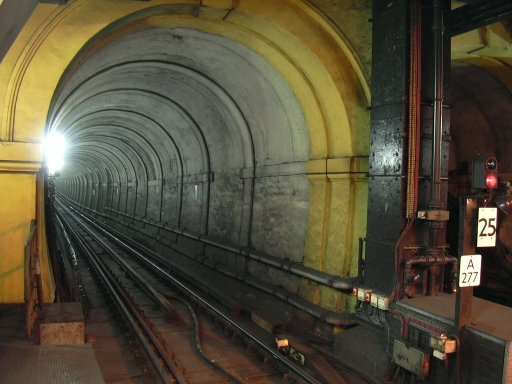
La galleria del Tamigi in una foto del 2005

Isambard Brunel lavorò per diversi anni come assistente tecnico del padre Marc, che era ingegnere capo dei lavori per la costruzione di una galleria sotto il Tamigi. L'ingegnere Marc Isambard Brunel progettò un sistema a scudo per la perforazione, questo sistema contribuiva, innanzitutto, a proteggere i lavoratori da possibili frane, tuttavia nella galleria si verificarono degli allagamenti che uccisero diversi minatori e lo stesso giovane Brunel rimase gravemente ferito
Per l'incidente occorsogli, Brunel dovette abbandonare il cantiere per una lunga convalescenza Gli eventi naturali verificatisi provocarono la sospensione dei lavori nella galleria per diversi anni.

## I ponti

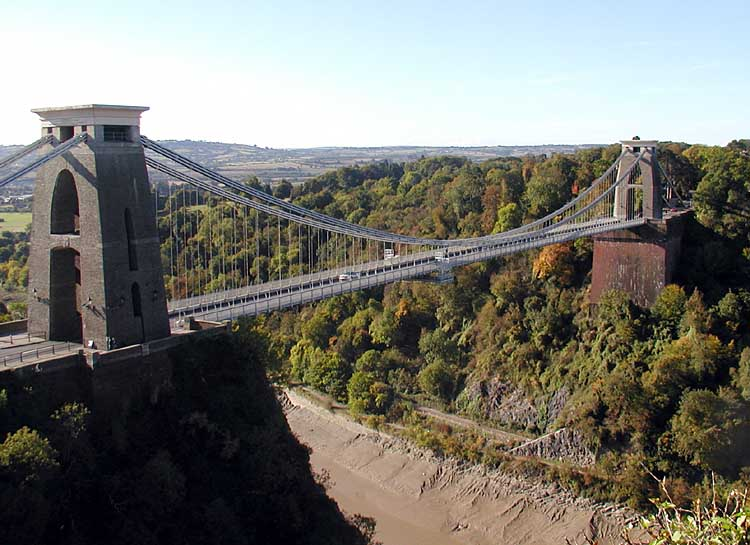
Il ponte sospeso di Clifton attraversa la gola fluviale del fiume Avon e collega Bristol a Leigh Woods nel Nord Somerset

Isambard Brunel è senz'altro famoso per il ponte sospeso di Clifton a Bristol. Ai tempi della sua costruzione fu il ponte a campata unica più lungo al mondo, esso presenta una lunghezza di 214 m, una larghezza di 9,5 m e si eleva a 75 metri sopra il fiume. Brunel sottopose quattro progetti alla commissione presieduta da Thomas Telford, ma questi le respinse tutte e propose invece un suo progetto. Una rumorosa presa di posizione dell'opinione pubblica costrinse la commissione giudicatrice a ripetere il concorso, e questa volta vinse Brunel. Successivamente Brunel scrisse al cognato, il politico Benjamin Hawes: "Di tutte le cose meravigliose che mi è capitato di fare, da quando sono sulla faccia della terra, credo che ieri mi sia trovato in una situazione splendida. Infatti, sono riuscito a ottenere l'unanimità in un'assemblea di quindici uomini che litigavano aspramente su di un argomento molto invitante alla contestazione".
I lavori per il ponte iniziarono nel 1831 ma vennero sospesi a causa dei moti popolari di Bristol causati dall'arrivo di Sir Charles Wetherell a Clifton. I disordini provocarono l'allontanamento degli investitori e quindi mancanza di soldi per il progetto con conseguente cessazione dei lavori. Brunel non visse abbastanza per vedere il ponte finito, tuttavia i suoi colleghi e ammiratori della Institution of Civil Engineers ritennero che quell'opera poteva essere il monumento commemorativo di Brunel e infatti iniziarono a raccogliere nuovi fondi e a completare il progetto. I lavori ripresero nel 1862 e furono completati nel 1864, cinque anni dopo la morte di Isambard Brunel. Il ponte, tuttora in funzione, è attraversato da oltre quattro milioni di veicoli all'anno.

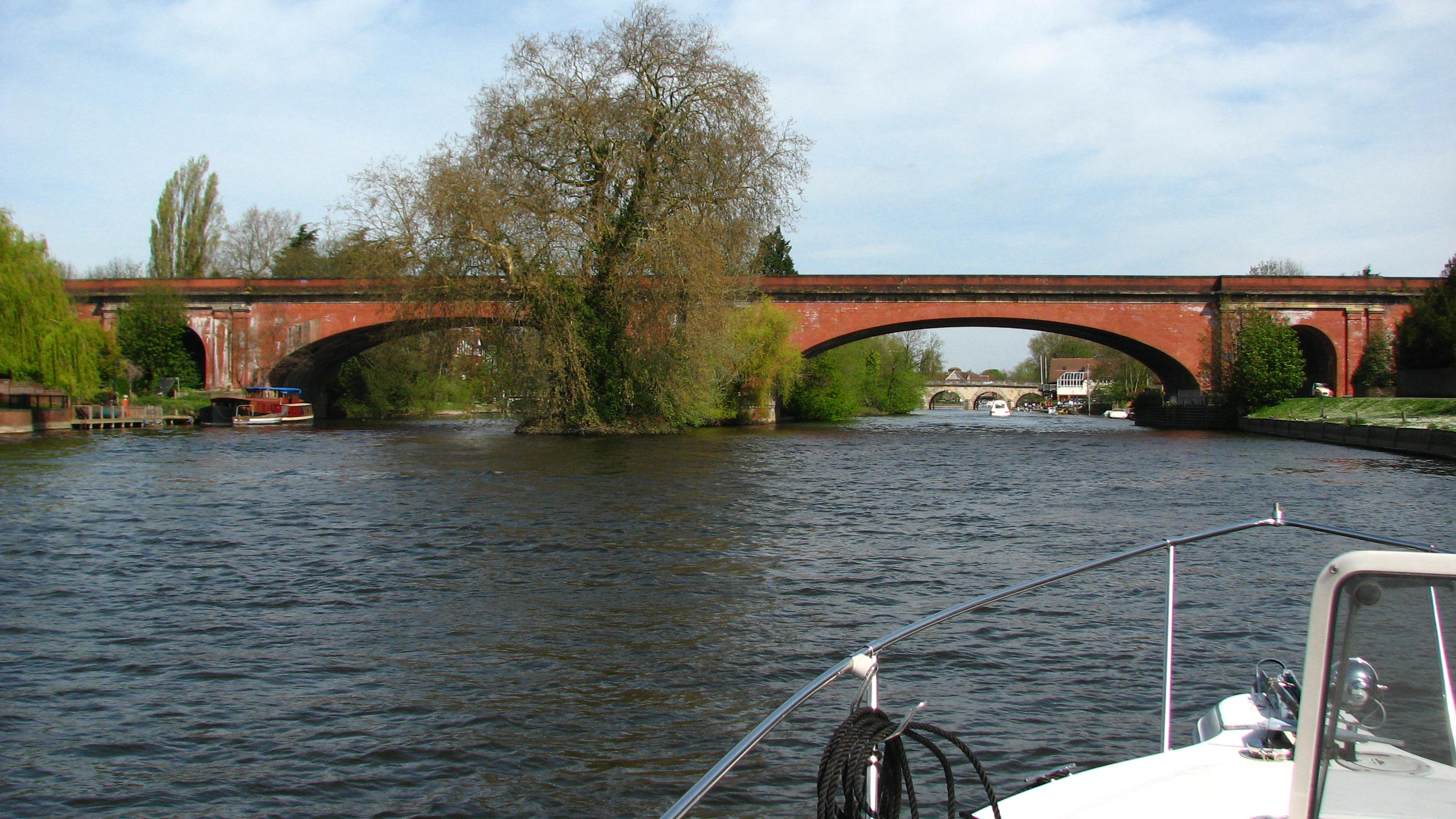
Il ponte ferroviario di Maidenhead, all'epoca era il ponte in muratura che poteva vantare la maggior portata

Brunel progettò molti ponti ferroviari, fra i quali sono da ricordare il Royal Albert Bridge sul fiume Tamar a Saltash vicino a Plymouth, un insolito ponte in legno vicino a Bridgwater, il Windsor Railway Bridge e il Maidenhead Railway Bridge sul Tamigi nel Berkshire. Questo ponte è ancora utilizzato da treni che sono circa dieci volte più pesanti di quelli che Brunel aveva preventivato dovessero utilizzare i suoi ponti.
Nel 1845, venne aperta una passerella sospesa sul Tamigi vicino alla Charing Cross railway station. Questa passerella venne sostituita nel 1859 da un nuovo ponte ferroviario e le catene di sospensione vennero utilizzate per completare il ponte sospeso di Clifton.
Lungo tutta la sua carriera di ingegnere ferroviario, ma soprattutto con la South Devon Railway Company e la Cornwall Railways per le quali era necessario fare lavori in economia e le cui tratte attraversavano terreni montuosi, Brunel fece ampio uso di legname per la costruzione di solidi viadotti; che con gli anni, però, dovettero essere sostituiti perché era diventata antieconomica la fornitura di pini del Baltico.

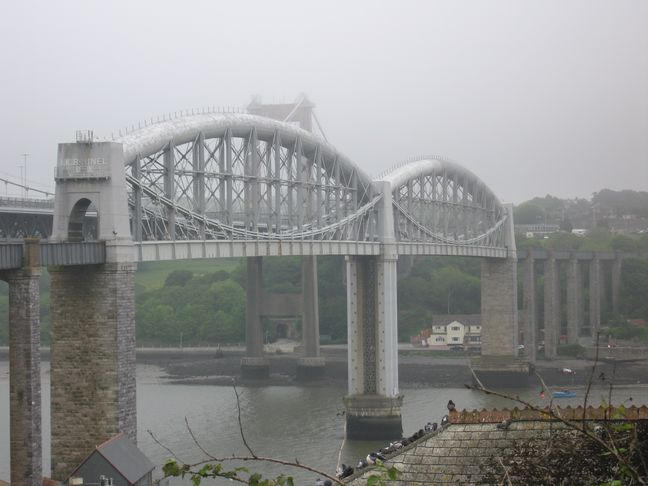
Il Royal Albert Bridge sul fiume Tamar a Saltash

Nel 1855 Brunel progettò il Royal Albert Bridge per le ferrovie della Cornovaglia, dopo che il Parlamento inglese bocciò il progetto di un traghetto ferroviario che doveva prestare servizio attraverso l'estuario di Hamoaze - dove sboccano i fiumi Tamar, Tavy e Lynher. Il ponte è costituito da due campate principali di 139 m e 30 m sopra il livello medio di alta marea e in più da diciassette campate molto più piccole di accesso dai due capi del ponte. Il ponte venne inaugurato dal principe Alberto, consorte della regina Vittoria, il 2 maggio 1859 e fu completato nell'anno della morte di Brunel.
Molti dei ponti costruiti da Brunel per la Great Western Railway vanno incontro a demolizione a causa della elettrificazione della linea. Il County Council del Buckinghamshire ha cercato di trovare altre soluzioni per salvare i rimanenti nove ponti della linea.

## LaGreat Western Railway

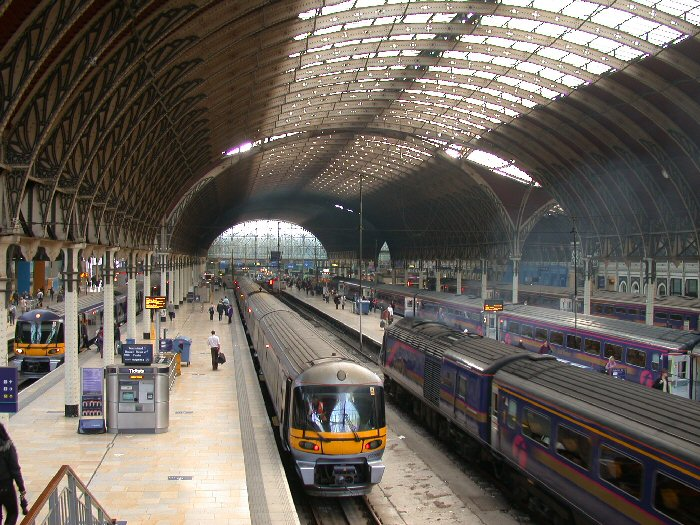
La stazione Paddington a Londra, ancora oggi una stazione principale, era il capolinea della Great Western Railway

Ai tempi di Isambard Brunel cominciò ad affermarsi l'uso della ferrovia come importante strumento di trasporto delle merci, per questo il giovane ingegnere si fece prendere dall'interesse per le costruzioni di linee e ponti ferroviari.
Nel 1833, prima del completamento della galleria del Tamigi, Brunel fu nominato ingegnere capo della Great Western Railway, una delle meraviglie dell'epoca vittoriana, che collegava Londra a Bristol e in seguito a Exeter. La compagnia ferroviaria fu fondata a Bristol nel 1833 e venne riconosciuta giuridicamente con una legge del Parlamento nel 1835. Brunel sognava che i passeggeri potessero comprare un biglietto alla stazione Paddington di Londra e quindi viaggiare fino a New York passando dal treno della Great Western Railway al piroscafo Great Eastern in partenza dal porto di Neyland nel Galles. Brunel controllò personalmente l'intera lunghezza della tratta fra Londra e Bristol.
Brunel prese due controverse decisioni: usare uno scartamento ferroviario largo (2140 mm) che riteneva sarebbe stato più adatto per elevate velocità e scegliere per la linea un percorso che passava a nord di Marlborough Downs—una zona priva di città importanti, pur offrendo potenziali collegamenti con Oxford e Gloucester—e quindi seguire il corso del Tamigi fino a Londra. La sua decisione di utilizzare lo scartamento largo suscitò controversie in quanto quasi tutte le linee ferroviarie britanniche usavano lo scartamento ferroviario standard. Brunel rispose alle critiche sostenendo che la sua era una decisione che si rifaceva al tipo di binario per carrelli da miniera considerato da George Stephenson prima ancora di effettuare il primo trasporto passeggeri. Brunel dimostrò sia attraverso calcoli sia con una serie di prove che lo scartamento largo era la dimensione ottimale per ottenere velocità più elevate e un viaggio più sicuro e confortevole per i passeggeri. Inoltre lo scartamento largo consentiva il passaggio di carri merci più larghi e quindi una maggiore capacità di trasporto.

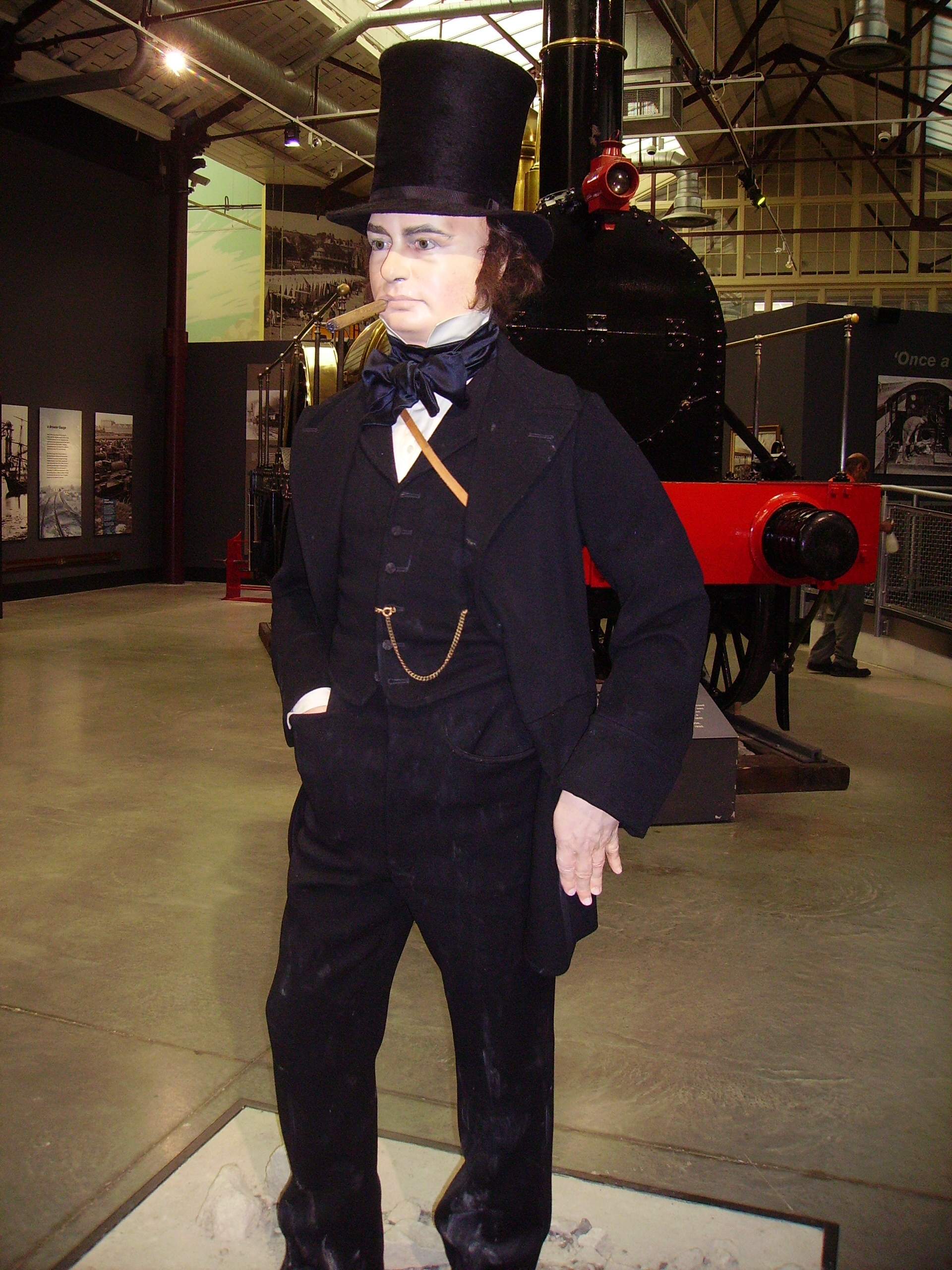
Una scultura di cera a grandezza naturale raffigurante Brunel, nel Swindon Steam Railway Museum

Basandosi sull'esperienza acquisita da Brunel nella costruzione della galleria del Tamigi, la Great Western conseguì una serie di notevoli successi—costruzione di viadotti, stazioni appositamente progettate e grandi gallerie tra cui il Box Tunnel, che passa attraverso la Box Hill nel Wiltshire e che all'epoca era la galleria ferroviaria più lunga al mondo. Vi è un aneddoto sul Box Tunnel secondo il quale la galleria sarebbe stata deliberatamente orientata da Brunel in modo che il 9 aprile, giorno del suo compleanno, il sole che sorge sia visibile attraverso la galleria. Su questa possibilità ci sono state varie prese di posizione, pro e contro, comunque Angus Buchanan ha scritto (2006, p. 226):
"...Io non ho trovato alcuna prova documentale circa la tanto ripetuta storia che Brunel allineò il Box Tunnel in modo che la luce del sole nascente ci passi attraverso nel giorno del suo compleanno, anche se un attento esame dimostra che potrebbe davvero accadere resta il fatto che è certamente un affascinante aneddoto".
Il primo gruppo di locomotive ordinate da Brunel secondo le sue precise indicazioni si rivelarono insoddisfacenti, a parte la North Star. Il ventenne Daniel Gooch venne nominato sovrintendente del settore locomotive. Brunel e Gooch scelsero di localizzare le officine presso il villaggio di Swindon nel punto in cui verso est la linea ferroviaria saliva gradualmente verso Londra, mentre verso ovest vi era una ripida discesa verso il corso del fiume Avon a Bath nel Somerset.
L'iniziativa imprenditoriale di Brunel accese gli interessi dei britannici amanti della tecnica e ben presto egli divenne uno degli uomini più famosi dell'Inghilterra.
Dopo la morte di Brunel venne deciso che lo scartamento standard (1435 mm) doveva essere utilizzato per tutte le linee ferroviarie inglesi. Nonostante che la Great Western Railway sostenesse che il suo scartamento fosse il migliore fu deciso di usare lo scartamento standard di Stephenson, soprattutto perché questo era ormai usato in gran parte del Paese. Tuttavia nel maggio del 1892, quando venne abolito lo scartamento largo, la Great Western aveva già provveduto a mettere in opera il duplice scartamento mediante una linea a tre rotaie nella quale le due rotaie esterne consentivano lo scartamento largo mentre una delle rotaie esterne insieme alla rotaia interna consentivano lo scartamento standard. Nella stazione gallese di Neyland capolinea dell Great Western Railway le sezioni di rotaie a scartamento largo vengono usate come corrimano sulle banchine del porto e sono esposti dei pannelli che descrivono i vari episodi della vita di Brunel. Vi è anche una gigantesca statua raffigurante Brunel che tiene in una mano un piroscafo e nell'altra una locomotiva.
L'attuale stazione di Paddington venne progettata da Brunel e inaugurata nel 1854. Esempi di suoi progetti per stazioni più piccole della Great Western e di linee associate che sono ancor oggi usate includono le stazioni di Mortimer, di Charlbury, di Bridgend e di Culham. Esempi di stazioni con pensiline in legno sono quelli di Frome e di Kingswear.

## La "stramberia atmosferica" di Brunel

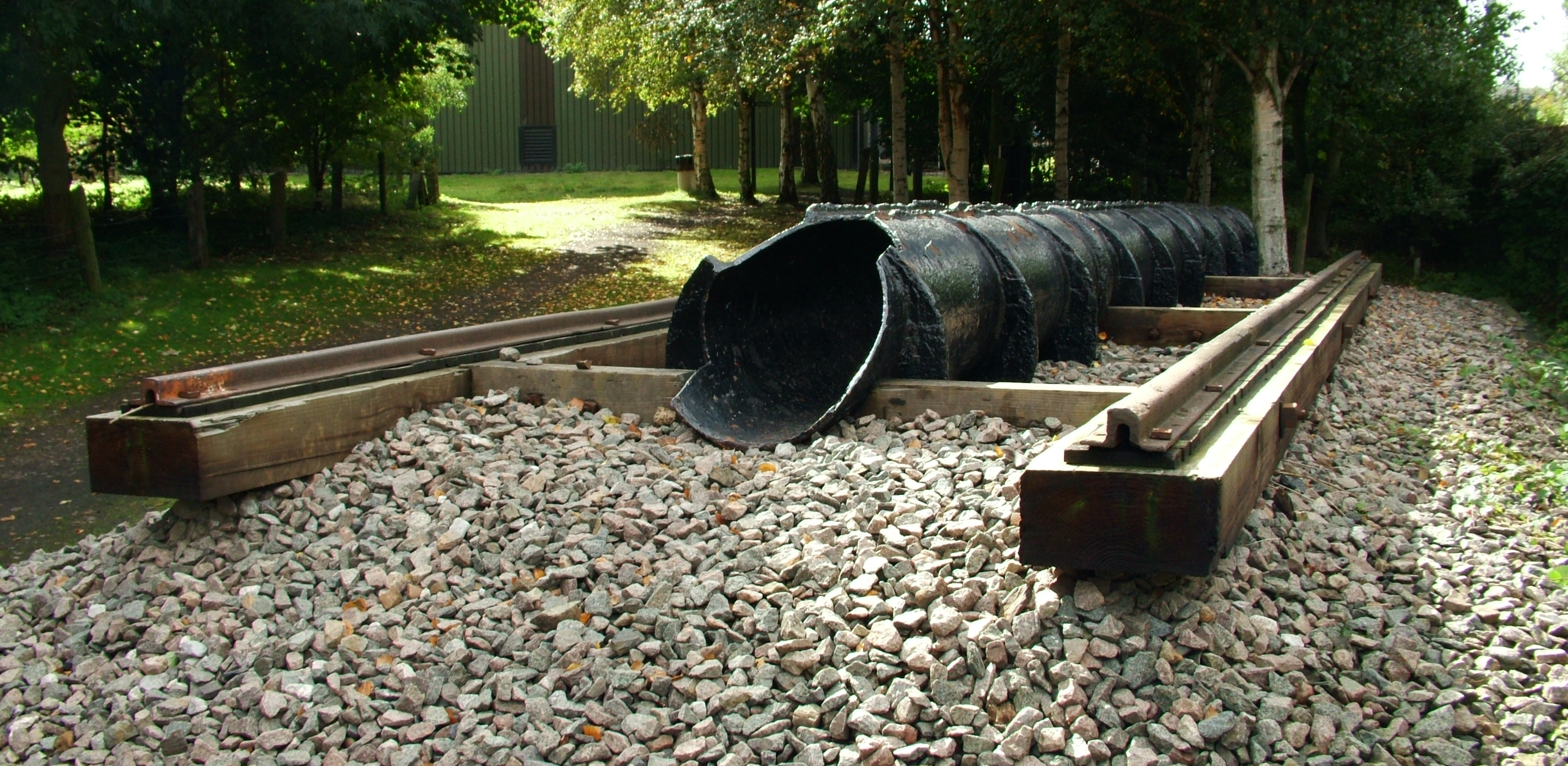
Ricostruzione del sistema di trazione ad aria compressa per i treni, fatta con un segmento originale dell'impianto presso il Didcot Railway Centre nell'Oxfordshire

Pur se in definitiva un insuccesso, un altro interessante uso delle innovazioni tecnologiche da parte di Brunel fu l'applicazione del sistema delle strade ferrate a propulsione atmosferica, negli anni della Railway Mania. Sulla linea della South Devon Railway Company, una tratta aggiunta dalla GWR a partire da Exeter verso Plymouth, i treni invece di utilizzare le locomotive erano mossi con il sistema brevettato da Clegg e Samuda che consisteva in un tubo situato lungo i binari e da stazioni di pompaggio e aspirazione dell'aria dalla condotta.

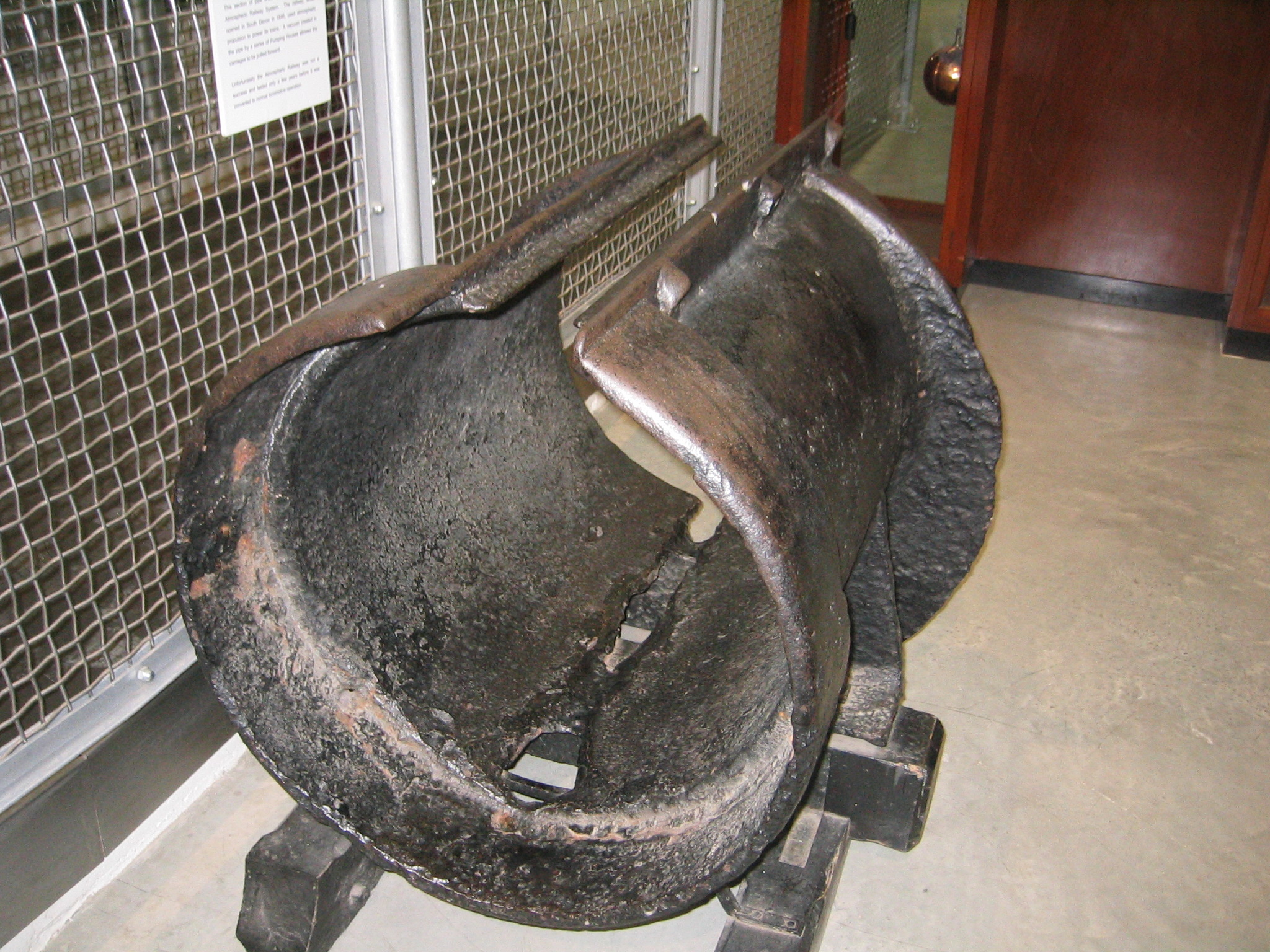
Sezione di un tubo usato per la trazione ad aria compressa (Swindon Steam Railway Museum)

La tratta fra Exeter e Newton venne completata con stazioni di pompaggio, dalle caratteristiche ciminiere quadrate, dislocate ogni due miglia. I treni potevano toccare una velocità di circa 109 km/h. Tubi da 381 mm erano usati nei tratti pianeggianti, mentre nei tratti a pendenza più ripida i tubi erano da 559 mm.
La tecnologia di questo sistema richiedeva l'uso di flange di cuoio per sigillare le condotte dell'aria. Gli oli naturali che imbibivano il cuoio erano però eliminati dall'aria compressa rendendo il cuoio vulnerabile all'acqua e facendolo marcire. A causa di questi problemi, durante l'inverno del 1847, il cuoio congelò. Il tentativo di mantenerlo morbido usando il sego fallì per la presenza di ratti che mangiavano le flange. Il sistema ad aria compressa durò meno di un anno, dal 1847 (le sperimentazioni iniziarono a settembre; il servizio fu operativo dal febbraio 1848) al 10 settembre 1848. Il deterioramento delle valvole dovuto alla reazione chimica fra tannini del cuoio e il ferro dei tubi portò all'abbandono definitivo del progetto poiché il costo stimato per le riparazioni (25 000 sterline del tempo) fu considerato proibitivo.
È stato detto che l'intero progetto fu un costoso fiasco; tuttavia a favore di Brunel, è stato sottolineato il fatto che egli ebbe il coraggio di porre fine all'impresa invece di continuare incorrendo in sempre più pesanti costi.
I bilanci della SDR nel 1848 dicono che la propulsione atmosferica costava tre scellini e un penny per miglio rispetto allo scellino e quattro penny per miglio della trazione a vapore. Ancora oggi si possono vedere un certo numero di stazioni di pompaggio della South Devon Railway, inclusa quella di Totnes (classificata nel 2007 come monumento di importanza nazionale per evitarne la demolizione) e quella di Starcross, alla foce dell'Exe, che rappresenta un promemoria della ferrovia a propulsione atmosferica, ricordato anche nel nome del pub locale.

## Navigazione transatlantica

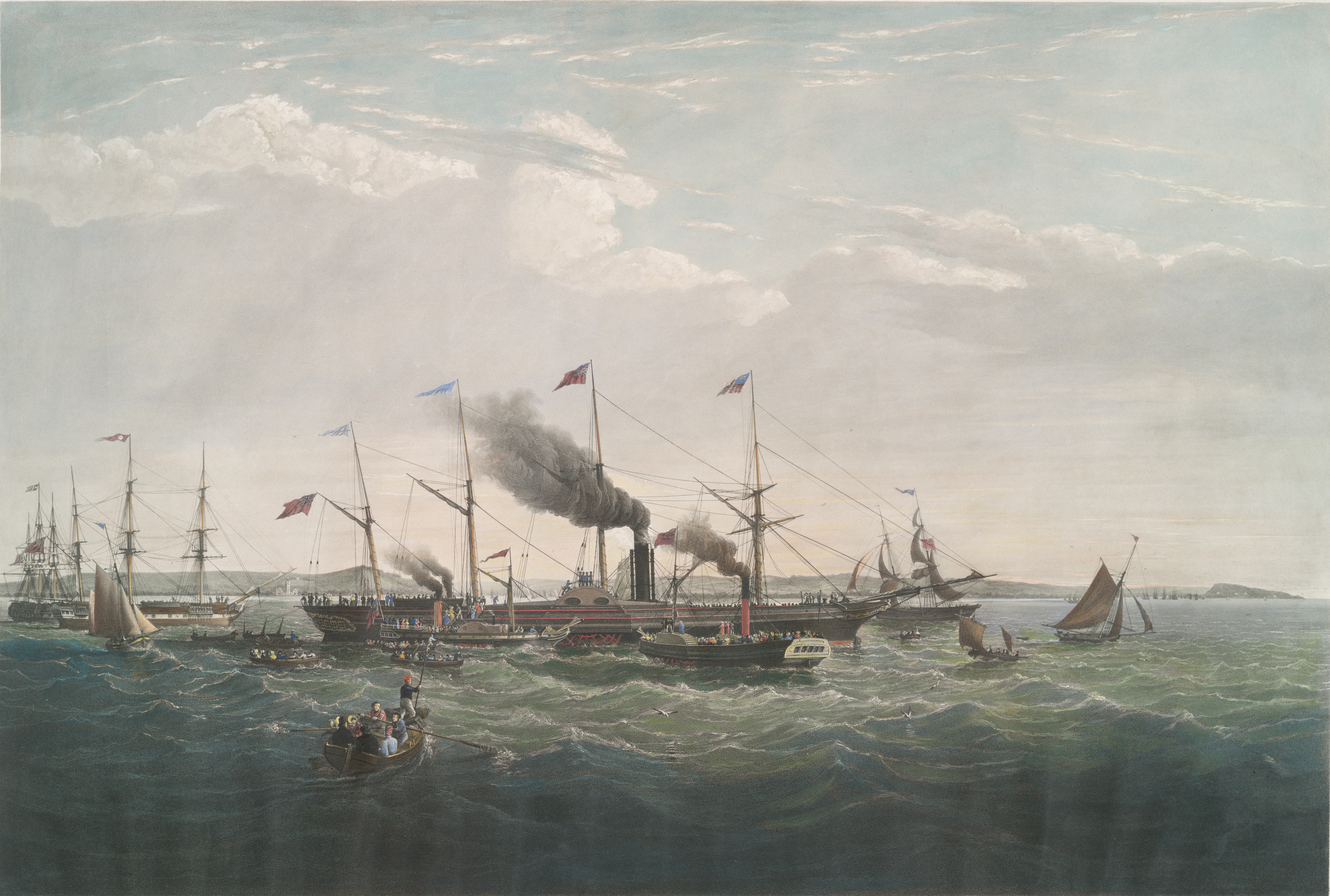
La Great Western nel suo viaggio inaugurale del 1838

Nel 1835, prima dell'avvio della Great Western Railway, Brunel propose di estendere la sua rete di trasporti mediante navi in partenza da Bristol dirette attraverso l'Atlantico a New York. La Great Western Steamship Company venne fondata a tale scopo da Thomas Guppy. Si discusse molto se fosse commercialmente valido l'uso di un piroscafo per effettuare viaggi così lunghi. Gli sviluppi tecnologici a partire dal 1830—compresa l'invenzione del condensatore di superficie, che permise di utilizzare nelle caldaie l'acqua ricavata dal vapore emesso dalle ciminiere della nave-consentirono di fare viaggi il più possibile lunghi, ma era opinione comune che una nave non avrebbe potuto trasportare sufficiente combustibile per il viaggio e avere allo stesso tempo stive capienti per le merci. Brunel formulò la teoria secondo cui il carico che una nave poteva trasportare era tre volte superiore alle sue dimensioni, mentre la resistenza incontrata nell'acqua dalla nave mentre viaggiava era soltanto due volte più grande delle dimensioni della nave. Ciò voleva dire che lo spostamento di una nave più grande avrebbe richiesto in proporzione meno combustibile di una nave più piccola. Per verificare questa teoria, Brunel si offrì di lavorare gratuitamente per la Great Western Steamship Company, che lo ammise nella commissione per la costruzione delle navi e lo incaricò di progettare la sua prima nave, la Great Western.

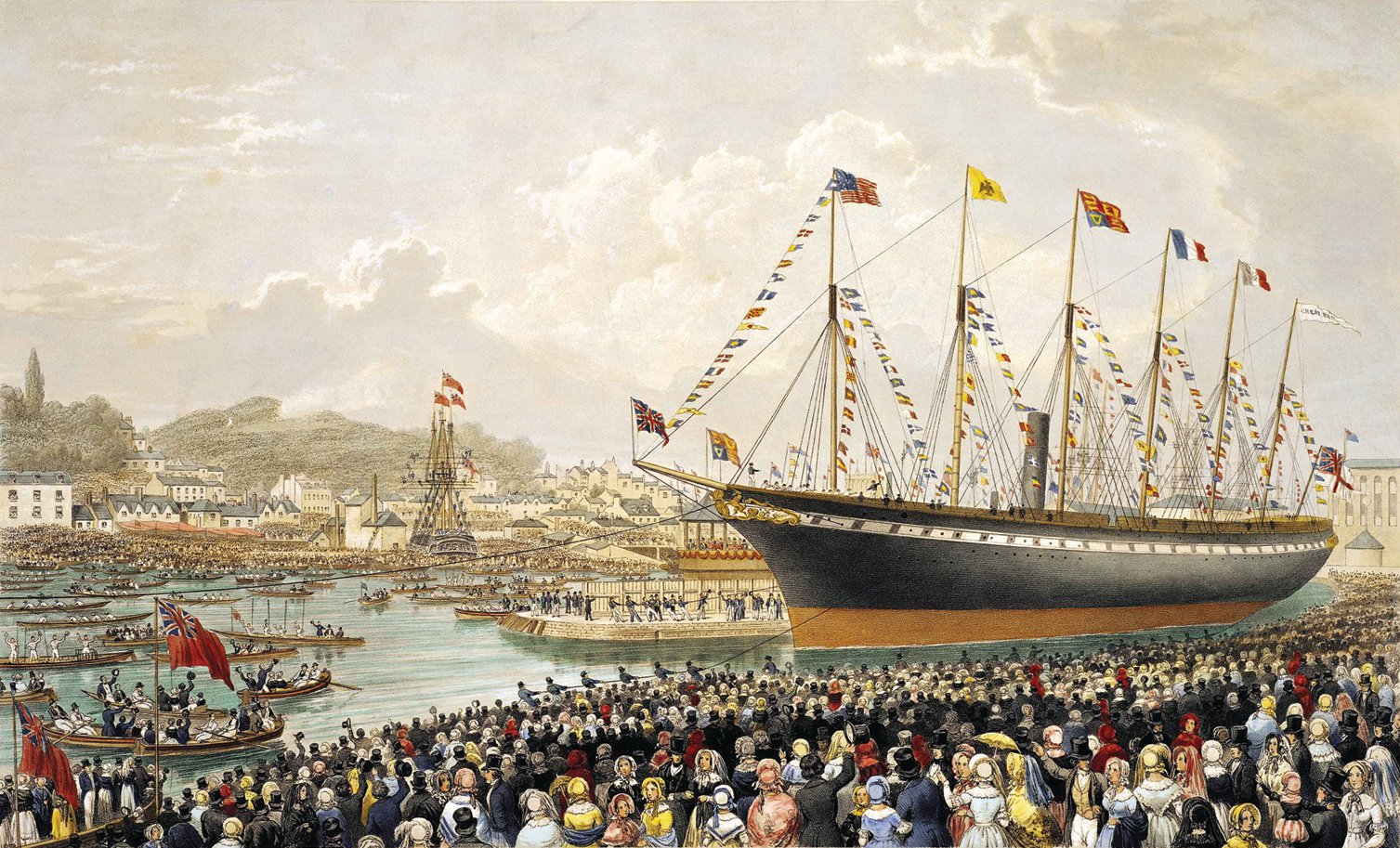
Varo del piroscafo SS Great Britain nel 1843

Quando la Great Western venne costruita era lunga 72 m e aveva una chiglia di 76 m. La nave fu costruita principalmente in legno ma Brunel aggiunse bulloni e rinforzi diagonali in ferro per rinforzare la chiglia. Oltre alla propulsione con ruota a pale, la nave aveva un'elica e sei alberi per la velatura. La Great Western partì per il suo viaggio inaugurale da Avonmouth vicino a Bristol, diretta a New York l'8 aprile 1838 con un carico di 610 t di carbone, merci varie e sette passeggeri. Brunel non poté partecipare al viaggio a causa di una ferita riportata durante un incendio scoppiato a bordo della nave che tornava da Londra dopo una messa a punto. La traversata dell'Atlantico durò quindici giorni e cinque ore e la nave entrò in porto con ancora 200 tonnellate di carbone, a riprova che i calcoli di Brunel erano esatti. La Great Western aveva dimostrato la possibilità di un servizio commerciale transatlantico con piroscafi e per questo la Great Western Steamship Company decise di usarla per un servizio regolare tra Bristol e New York dal 1838 al 1846. La Great Western compì 64 traversate e fu la prima nave a vincere il Nastro Azzurro con il tempo di traversata verso est di 12 giorni e 6 ore. Il servizio fu un successo commerciale tale da richiedere la costruzione di una nave gemella che venne affidata sempre a Brunel.
Brunel si convinse della superiorità delle navi con propulsione a elica a quella con ruote a pale. Dopo i test condotti a bordo dell'"Archimede", un rimorchiatore a vapore con propulsione a elica, Brunel utilizzò un'elica a sei pale nella costruzione della Great Britain che venne varata nel 1843.
La Great Britain è considerata la prima nave moderna, nel senso che essa fu costruita in metallo anziché in legno, era spinta da un motore anziché da remi o vele e la propulsione era a elica anziché con ruota a pale.

### LaGreat Eastern

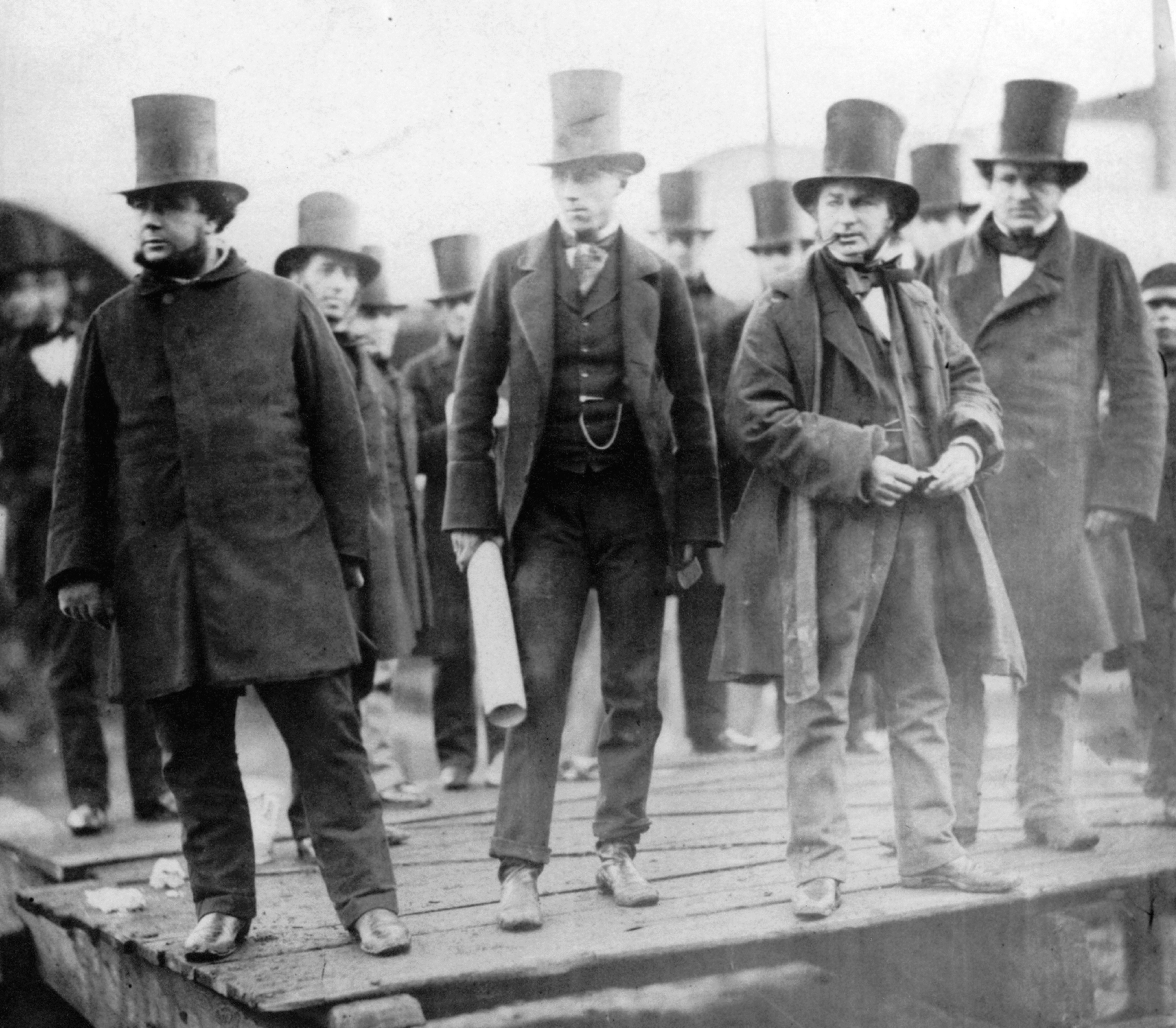
Brunel (a destra, con il sigaro fra le labbra) al varo della SS Great Eastern con John Scott Russell (a sinistra) e Lord Derby (al centro), il 31 gennaio 1858.

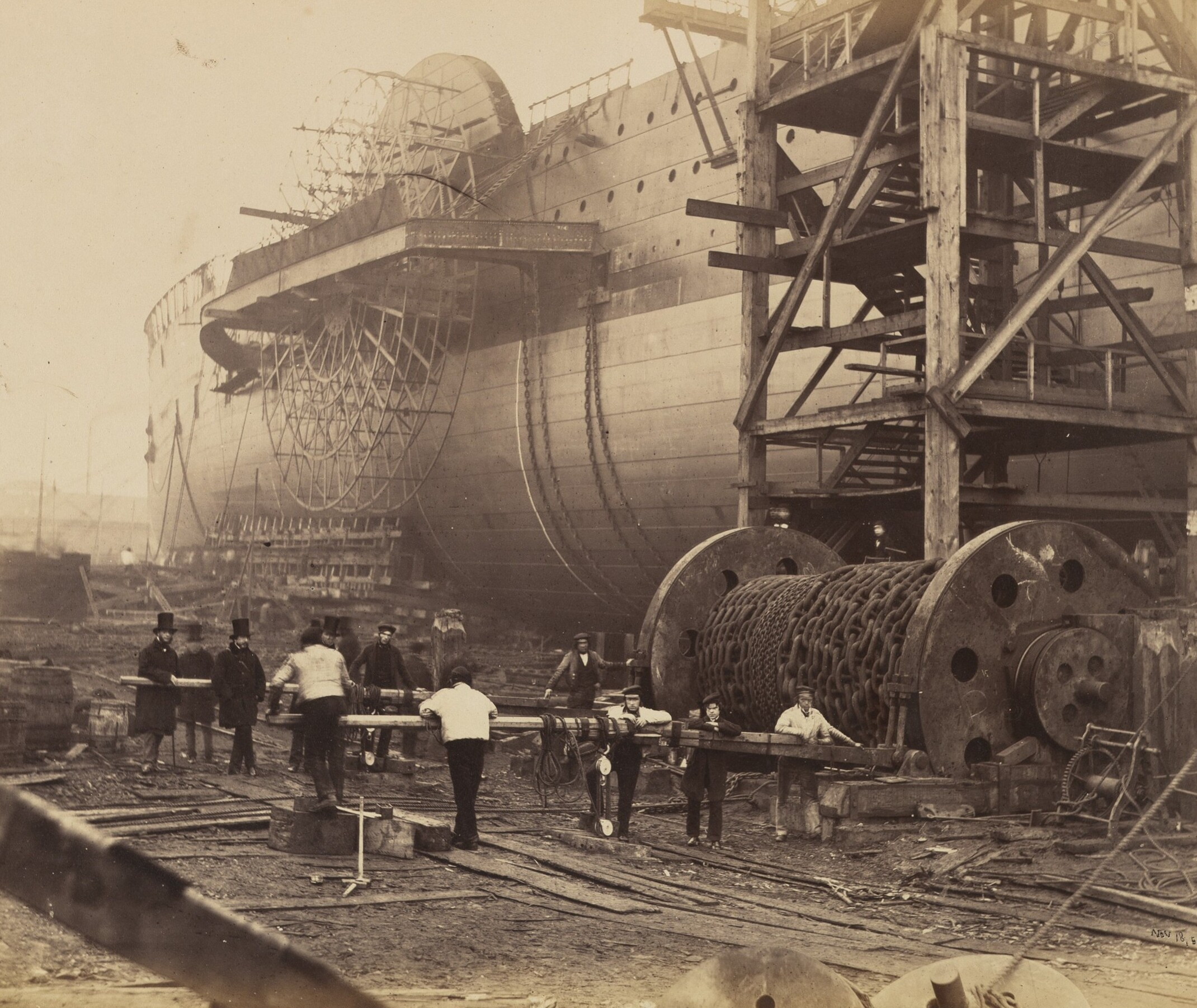
Il piroscafo Great Eastern due mesi prima del varo, nel novembre 1857.

Nel 1852 Brunel passò alla costruzione di una terza nave, ancor più grande delle precedenti e destinata ai viaggi per l'India e l'Australia. La SS Great Eastern (per le sue dimensioni fu soprannominata il "Leviatano") venne costruita con una tecnologia all'avanguardia per i suoi tempi: lunga circa 210 m, arredata in modo lussuoso, poteva trasportare più di 4 000 passeggeri. La Great Eastern era in grado di navigare andata e ritorno da Londra a Sydney senza alcuno scalo per rifornimenti (dato che gli ingegneri dell'epoca ritenevano, sbagliando, che l'Australia non avesse riserve di carbone). Purtroppo, come molti dei progetti ambiziosi di Brunel, la nave ben presto a causa di una serie di problemi tecnici sforò i preventivi di spesa e non rispettò le prenotazioni. L'insuccesso commerciale della Great Eastern fu dovuto al fatto che le innovazioni tecnologiche messe in atto da Brunel non trovarono corrispondenza nelle condizioni economiche e industriali dell'epoca.
La Great Eastern venne costruita presso i cantieri Napier di John Scott Russell a Londra e dopo due viaggi di prova nel 1859, fece il suo viaggio inaugurale il 17 giugno 1860 partendo da Southampton per New York. Pur venendo meno al suo scopo di nave passeggeri, la Great Eastern trovò un ruolo come nave posacavi. Sotto il comando del capitano Sir James Anderson, la Great Eastern fu essenziale per la posa del primo cavo sottomarino telegrafico che permise le telecomunicazioni fra Europa e USA.

## Guerra di Crimea
Nel 1854 la Gran Bretagna era impegnata nella guerra di Crimea e come Ospedale militare veniva usata Caserma di Selimiye, una vecchia costruzione sita nel quartiere Üsküdar di Istanbul. A causa delle precarie condizioni igieniche dell'ospedale, i feriti contraevano varie malattie quali colera, dissenteria e tifo, per questo Florence Nightingale inviò un appello al quotidiano The Times affinché sollecitasse il governo a trovare una soluzione.
Brunel in quel periodo era impegnato nella costruzione della Great Eastern, tuttavia nel febbraio del 1855 accettò l'incarico di progettare e costruire per il Dipartimento della Guerra un ospedale prefabbricato da spedire in Crimea per essere lì installato. In cinque mesi egli progettò, costruì e spedì dei prefabbricati in legno e tela, fornendo una completa assistenza in materia di trasporto e installazione degli impianti. I prefabbricati vennero successivamente assemblati nei pressi dell'ospedale di Üsküdar gestito dalla Nightingale, nella zona di Renkioi non affetta da malaria.
Nei progetti di Brunel era al primo posto tutto ciò che concerneva l'igiene: l'accesso ai servizi igienico-sanitari, l'aerazione, il drenaggio e rudimentali controlli della temperatura. Questi accorgimenti vennero salutati come un grande successo, alcune fonti riportavano che dei circa 1 300 pazienti trattati nella struttura ospedaliera temporanea di Renkioi, solo 50 morirono. Nell'ospedale di Üsküdar, invece, i decessi erano dieci volte superiori. La stessa Nightingale si riferiva ai prefabbricati di Brunel chiamandoli "quelle magnifiche baracche". La pratica delle costruzioni di ospedali con moduli prefabbricati si è usata fino al giorno d'oggi: un esempio è il Bristol Royal Infirmary.

## Vita privata
Il 5 luglio 1836 Brunel sposò Mary Elizabeth Horsley, la figlia maggiore del compositore e organista William Horsley. Essi misero casa in Duke Street a Londra.

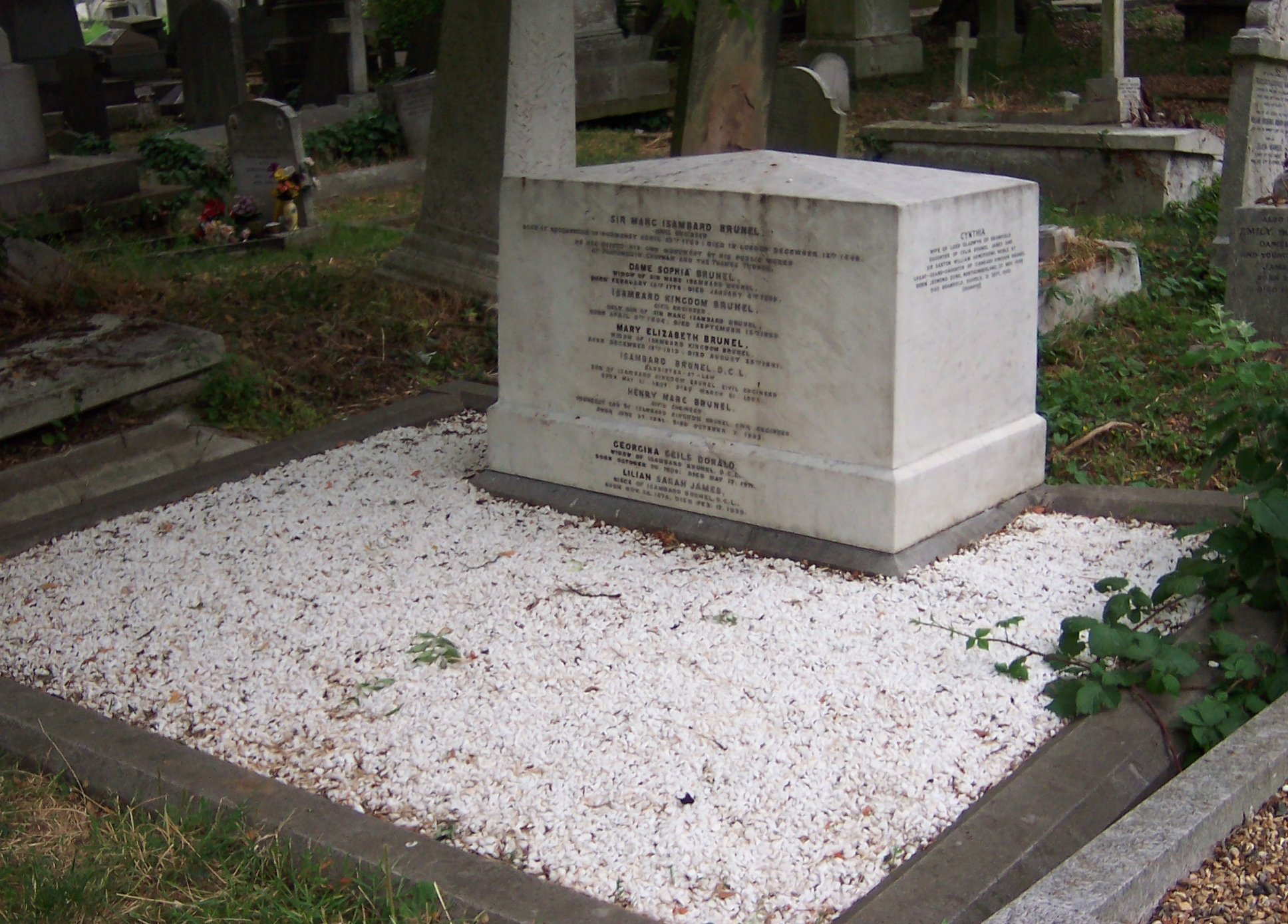
La tomba della famiglia Brunel, nel Kensal Green Cemetery, di Londra

Nel 1843, mentre eseguiva un gioco di illusionismo per divertire i suoi figli, Brunel accidentalmente inalò una moneta che si incastrò nella trachea. Non essendo riuscito a liberarlo con uno speciale tipo di pinze, alla fine su suggerimento di suo padre Brunel venne legato a un'asse e capovolto a testa in giù, di modo che la moneta venne espulsa. Brunel si riprese dall'incidente stando a Teignmouth, e gli piacque tanto la zona che acquistò un terreno a Torquay, nel Devonshire. Qui Brunel progettò di costruire la sua casa con giardini per gli anni della vecchiaia. Sfortunatamente egli non vide completato il suo progetto perché la morte lo colse prematuramente.
Brunel, gran fumatore, ricevette una diagnosi di malattia di Bright, un tipo di nefrite, e soffrì d'infarto il 5 settembre 1859, poco prima del primo viaggio della Great Eastern a New York. Morì dieci giorni dopo all'età di 53 anni e fu sepolto al Kensal Green Cemetery di Londra.
Lasciò la moglie Mary ei tre figli Isambard Brunel Junior (1837–1902), Henry Marc Brunel (1842–1903) e Florence Mary Brunel (1847–1876).

## Retaggio

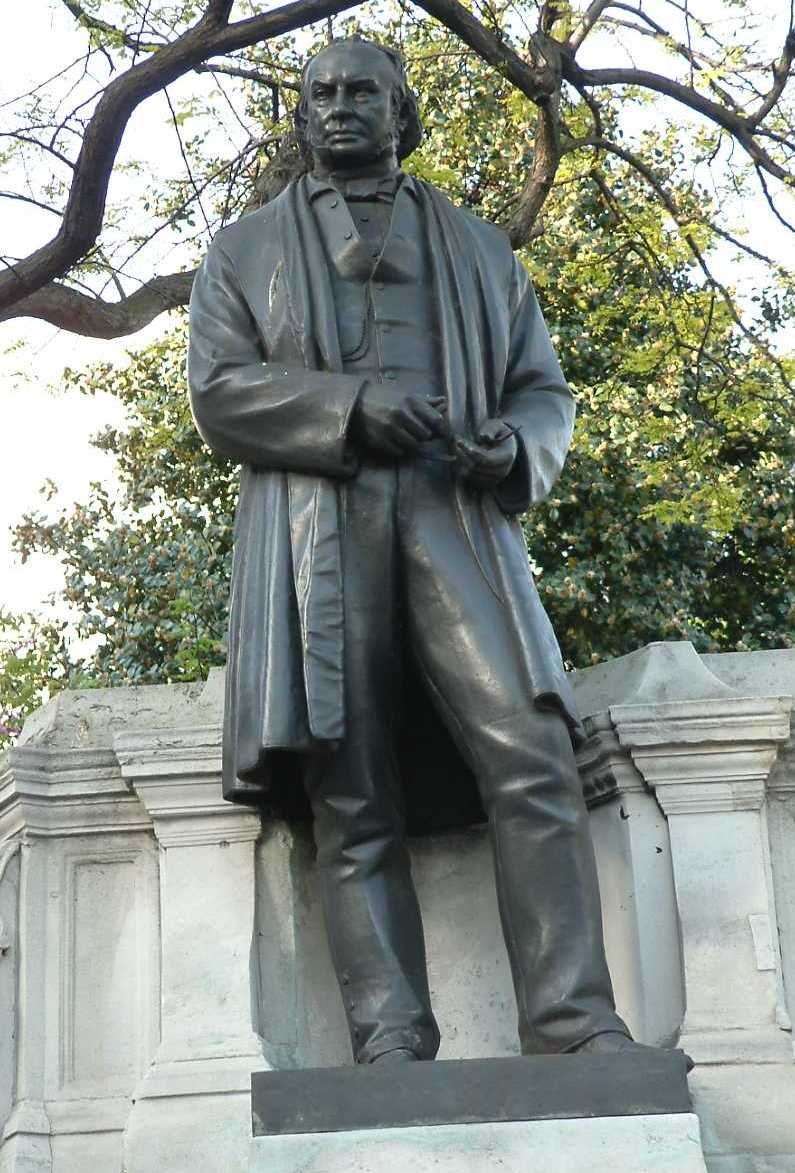
Statua in bronzo di Isambard Kingdom Brunel, Temple, Londra

Brunel, famoso ingegnere già ai suoi tempi, resta ancora molto stimato ai nostri giorni, come viene evidenziato dai numerosi monumenti a lui dedicati. Ci sono statue a Temple (vedi foto) e alla Brunel University, a Bristol, a Saltash, a Swindon, a Milford Haven, a Neyland, e alla stazione Paddington. L'albero di gabbia della Great Eastern viene usato come pennone all'ingresso di Anfield, il campo del Liverpool Football Club.
Portano il nome di Brunel
un centro commerciale a Bletchley, Milton Keynes, e varie strade di Exeter: Isambard Terrace, Kingdom Mews, Brunel Close. Vi è un laboratorio di ingegneria che porta il suo nome presso la Università di Plymouth.

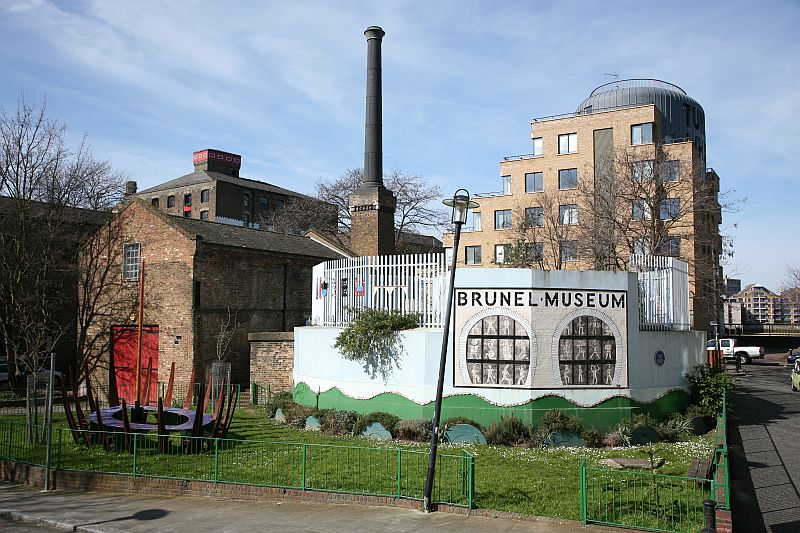
Veduta del Brunel Museum a Rotherhithe

Molti dei ponti costruiti da Brunel sono ancora oggi in uso, resistendo alla prova del tempo. La "Brunel Engine House" a Rotherhithe, che una volta ospitava i motori per azionare le pompe usate per estrarre acqua durante la costruzione della galleria del Tamigi, oggi ospita il Brunel Museum dedicato ai progetti degli ingegneri, padre e figlio, Marc e Isambard Kingdom Brunel. Molti dei documenti originali di Brunel e dei suoi progetti si trovano nella "raccolta Brunel" presso l'Università di Bristol.
A Brunel si deve la trasformazione di Swindon in una delle città a maggior crescita demografica ed economica nell'Europa del 1800. La scelta da parte di Brunel di detta località per la fabbrica di locomotive della Great Western Railway comportò la necessità di alloggi per i lavoratori e di conseguenza la costruzione di ospedali, chiese e complessi residenziali che diedero vita a quello che oggi è chiamato "Railway Village". Secondo alcune fonti l'aggiunta da parte di Brunel di strutture ricreative, di ospedali e cliniche per i suoi lavoratori diede lo spunto ad Aneurin Bevan per la creazione del Servizio Sanitario Nazionale inglese. L'ospedale attuale di Swindon è chiamato "Great Western Hospital" e contiene il centro di riabilitazione "Brunel Treatment Centre".
Nel 2006, la Zecca Reale ha coniato due monete da £ 2 per "celebrare il 200º anniversario di Isambard Kingdom Brunel e dei suoi successi tecnologici". La prima moneta ritrae Brunel con una sezione del Royal Albert Bridge, la seconda mostra la copertura della Paddington Station. Le Poste hanno emesso una serie di francobolli commemorativi. In occasione del 100º anniversario del Royal Albert Bridge, le parole "I.K. BRUNEL ENGINEER 1859" furono incise ai due capi del ponte a ricordo del suo duraturo retaggio.
Nel 2013 il cantautore Sting racconta di Brunel nel brano Ballad of the Great Eastern, pubblicato nell'album The Last Ship.

## Opere
- The life of Isambard Kingdom Brunel, civil engineer, 1870, Longmans, Green & Co.